# Monterosso al Mare

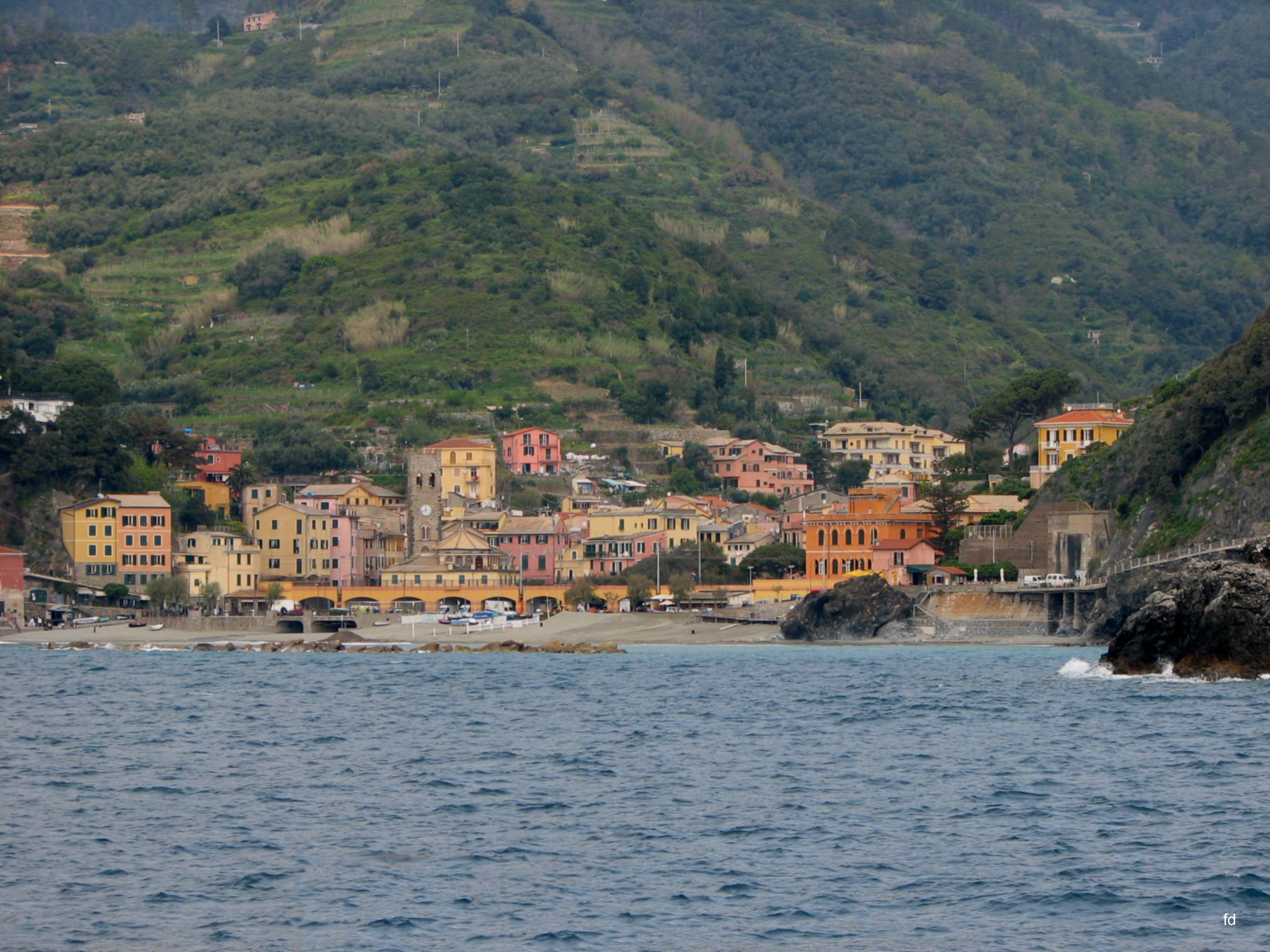
Monterosso nhìn từ biển

Monterosso là một làng đánh cá (comune) trong tỉnh La Spezia, nằm ở vùng biển Liguria (miền bắc Italia). Đây là làng đông dân nhất trong năm làng của Cinque Terre và cũng là một phần của công viên quốc gia cùng tên. Monterosso nằm ở phía bắc nhất trong 5 làng, mà cudng nằm dọc theo bờ biển dài 12 km. Làng này được chia thành hai phần riêng biệt: khu phố cổ và phố mới. Hai khu vực được phân chia bởi một đường hầm duy nhất phục vụ cho người đi bộ và những chiếc xe rất ít trong thị trấn.
Trong cơn bão vào tháng 10 năm 2011 làng này đã bị hư hại nặng nề do bị lũ lụt.

## Địa lý

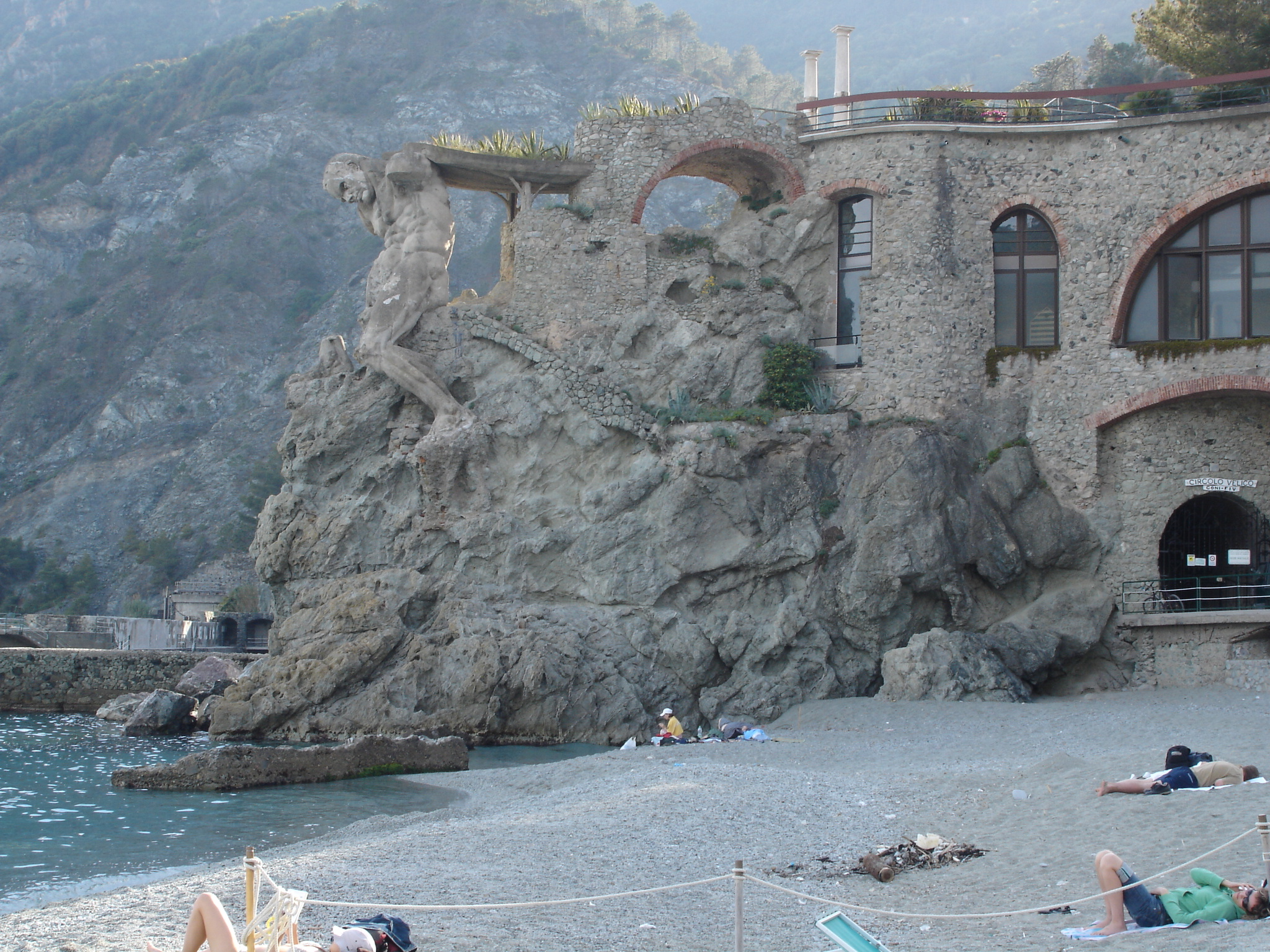
Bãi biển ở Monterosso

Các bãi biển ở Monterosso chạy dọc theo hầu hết các đường bờ biển và cũng được sử dụng bởi khách du lịch và người dân địa phương. Bãi biển chỉ là bãi biển cát rộng lớn trong Cinque Terre. Monterosso là một thị xã nhỏ trong những tháng mùa hè tràn ngập bởi khách du lịch.
Làng này đã được một thời gian ngắn bị loại khỏi đường mòn Cinque Terre năm 1948, nhưng đã được tái giới thiệu vào giữa năm 1949. Điều này là do cán bộ của Ý được coi là ngôi làng đã quá lớn để được coi là một phần của đường mòn lịch sử.